# Caroline Rose
 Caroline Elizabeth Rose (19 de outubro de 1989) é uma cantora, compositora e música estadunidense. Depois de lançar dois discos de músicas inspiradas em folk e country, ela lançou o álbum pop-rock Loner em 2018. Seu álbum mais recente, Superstar, foi lançado em 6 de março de 2020.

## História
Nascida em 1989 em Long Island, Rose cresceu em Center Moriches, Nova York. Filha de dois artistas, Rose começou a escrever músicas e poemas aos 13 anos. Rose frequentou o Wellesley College em Massachusetts, onde se formou em 2011 como bacharel em arquitetura.
Em 2012, Caroline Rose, então com 22 anos, e o produtor/multi-instrumentista Jer Coons iniciaram uma campanha no Kickstarter para financiar a produção do seu primeiro álbum, America Religious. A campanha excedeu sua meta de US$ 8.000, arrecadando US$ 10.115. O álbum, misturando estilos de música folk americana, country e rockabilly, foi lançado de forma independente no final daquele ano. Dois anos depois, Rose lançou seu primeiro álbum distribuído nacionalmente, I Will Not Be Afraid, pela gravadora Little Hi!. Também produzido por Jer Coons, I Will Not Be Afraid trouxe músicas em diversos estilos musicais americanos, e incluiu duas músicas lançadas anteriormente no America Religious.
Após o lançamento de I Will Not Be Afraid, Rose teve um intervalo prolongado sem turnês e lançamentos de novos materiais, enquanto explorava novas direções musicais que ampliariam seu som. Depois de três anos, inúmeras mudanças de pessoal e sua ida para a gravadora New West Records, Rose lançou seu terceiro álbum. O novo álbum, Loner, foi co-produzido por Rose e Paul Butler, e representou uma mudança radical do estilo musical de seu trabalho anterior, misturando elementos de pop e rock alternativo e incorporando o uso de sintetizadores. Notavelmente, este álbum também viu uma mudança no tom lírico, incorporando várias músicas abertamente bem-humoradas, sarcásticas e satíricas. Embora Rose tenha tocado a maioria dos instrumentos na gravação do álbum, ela formou uma nova banda para tocar em turnê. 
Em 7 de janeiro de 2020, Rose anunciou um novo álbum chamado Superstar, lançando um single e um videoclipe para a música "Feel The Way I Want", filmado inteiramente com um iPhone. Rose descreve Superstar como um "álbum pop cinematográfico que conta a história de alguém que deixa para trás tudo o que conhece e ama em busca de algo maior e mais glamouroso. É uma história sobre se perder, mas também encontrar a autoconfiança descarada de seguir um sonho." O álbum Superstar foi lançado em 6 de março de 2020. Caroline Rose fez sua estréia na televisão em 24 de fevereiro de 2020, tocando "Feel The Way I Want" no Late Night with Seth Meyers.

## Discografia

### Álbuns de estúdio
- America Religious (2012)
- I Will Not Be Afraid (2014)
- Loner (2018)
- Superstar (2020)